# Aloys Pichler
Pour les articles homonymes, voir Pichler.
Aloys Pichler (né le 7 novembre 1833 à Burgkirchen am Wald, mort le 3 juin 1874 à Siegsdorf) est un un écrivain et bibliothécaire allemand.

## Biographie
Après ses études, Aloys Pichler est ordonné prêtre en 1859 à l'âge de 26 ans et travaille comme curé et bibliothécaire. En 1861, il obtient son doctorat en théologie à Munich.
Adepte du théologien catholique Ignaz von Döllinger, Pichler entre très vite en conflit avec l'archidiocèse de Munich. L'archevêque de Munich et Freising Gregor von Scherr menace Pichler d'excommunication.
Ses écrits Geschichte der kirchlichen Trennung zwischen dem Orient und Occident von den ersten Anfängen bis zur jüngsten Gegenwart, parus en deux volumes en 1864 et 1865, sont mis à l’Index librorum prohibitorum le 13 mars 1865 et le 19 décembre 1865, puis Die Theologie des Leibniz aus sämmtlichen gedruckten und vielen noch ungedruckten Quellen, parus en deux volumes en 1869 et 1870, le 1er juin 1869 et le 6 septembre 1870, puis Die wahren Hindernisse und die Grundbedingungen einer durchgreifenden Reform der katholischen Kirche zunächst in Deutschland le 6 septembre 1870.
En 1868, Pichler accepte un poste de bibliothécaire à la cour impériale de Saint-Pétersbourg. Il ne quitte pas officiellement l'Église catholique romaine. À la cour du tsar, Pichler devient très vite mélancolique face à son nouveau travail. Ces dépressions dégénèrent en une maladie mentale qui le pousse à voler des livres de manière compulsive (bibliomanie).
En 1870, Pichler est ainsi condamné par un tribunal à l'exil en Sibérie pour « vol commis par un étranger ». Par l'intercession du prince Léopold de Bavière, le tsar Alexandre II prend connaissance de Pichler et lui pardonne. À partir de 1871, il était membre étranger de l'Académie bavaroise des sciences.
Pichler retourne en Allemagne pendant la guerre franco-allemande de 1870 et s'installe à Siegsdorf.